# 新幹線戰士角色列表
這是有關動畫作品《新幹線戰士》及其續作《新幹線戰士Z》與《新幹線戰士 Change the World》的人物列表。
多數登場人物（除了敵方角色及客串角色）的姓名取自鐵道車站名、列車名、日本各地的地名及鐵道用語。

## 《新幹線戰士》登場人物

### 主要人物
速杉隼人（配音員：佐倉綾音（日本）；陳琴雲（TVB）、周恩恩（公映版）（香港）；汪世瑋（台灣））
第一部主角。第1代「新幹線戰士E5隼號」駕駛員，第64話起擔任「新幹線戰士E5隼號MkII」駕駛員。10歲（第40話後為11歲，劇場版中為12歲）。埼玉縣出身，住在大宮。生日為2007年10月17日（取自新幹線E5系-量產試製車S11編組首次公開展出之日期2009年10月17日），血型為A型，身高145cm，體重36.5kg，擅長科學和社會，國語和算術較為遜色，合適率第1話時為96.5%，第47話進行交叉合體時為98.5%，最高紀錄為第64話時突破103%以上，為首位且唯一一位合適率超越100%的駕駛員。後擔任新幹線戰隊隊長，負責領導駕駛員作戰。
單純地喜愛鐵路/新幹線，尤其愛乘坐列車和聽列車聲，夢想成為新幹線的駕駛員。口頭禪是「我可是遵守約定的乖小孩！」，責任心強。相信着「喜歡新幹線/新幹線戰士的人不會是壞人」，弱點是懼高症，不敢搭乘具有飛行功能的交通工具，第22話為了準備與800燕號的連結合體而與零一同練習飛行傘而克服弱點，第65話其駕駛之E5隼號MkII與暗黑朱紅號進行超越交叉合體後完全克服弱點。
劇場版決戰後不久即隨著父親的調職而移居英國，現於大英鐵路博物館附近定居並以就讀有著鐵道專業學科的英國大學為目標留學中。第二部第33話應梓的要求而於新年期間短暫回到日本。
後傳小說《山手危機》中為了參加鐵道祭活動而再次回到日本。於東京都遭紅簾封鎖期間負責駕駛超進化電動貨物協助將倖存者載離捕獲力場，並於對決蛇紋的決戰中重新駕駛E5隼號MkII參戰。
名字取自觀光特急隼人之風。
男鹿秋田（配音員：沼倉愛美（日本）；黃麗芳（TVB）、張彩虹 （公映版）（香港）；穆宣名（台灣））
「新幹線戰士E6小町號」駕駛員。10歲（第26話後為11歲）。秋田縣北秋田市阿仁地區出身。生日為2007年7月8日（取自新幹線E6系-量產試製車S12編組(後改為Z1編組)完工日期2013年7月8日），血型為A型，身高145cm，體重36kg，擅長國語和算術，合適率為一般為85.6%，最高紀錄為第64話決戰時的91.3%。
在光線槍競技方面，其實力是全國選手水平的持有者，夢想是在光線槍射擊大賽中獲得世界第一，槍支愛好者。性格冷靜沉重，口頭禪是，對狀況一步步地了解再行動，從不坦率地把自己的心情表露出來。喜歡吃甜食。原着中名字為「優 秋田」。
後傳小說《山手危機》中再次登場時合適率已降至80%以下。
姓氏取自男鹿站。
大門山貫（配音員：村川梨衣（日本）；劉惠雲（TVB）、周奕勤（公映版）（香港）；呂筱薇、陶敏嫻（劇場版）（台灣））
「新幹線戰士E7光輝號」駕駛員。10歲（第46話後為11歲）。石川縣金澤市出身。生日為2007年11月27日（取自新幹線E7系F1編組完工日期2013年11月27日），血型為O型，身高148cm，體重38.5kg，擅長體育、歴史和地理，合適率為84.5%。
其家族經營的「大門山建築公司」的長子，自稱是「金澤土木工程王」，喜歡隧道、護城河之類的建築，地形愛好者。此外亦為偶像團體「Super Spice」的粉絲。責任感強的熱血漢，常説着「完全是○○！」豪爽地對某事物斷言。甚麼事都用四字成語來表示，不過經常用錯。原着中名字為「前田 貫」。
後傳小說《山手危機》中再次登場時合適率已降至80%以下。
姓氏取自石川縣金澤市的大門山。
青龍（配音員：真堂圭（日本）；鄭麗麗（TVB）、陳子瑩（公映版）（香港）；呂筱薇、傅其慧（劇場版）（台灣））
初次登場於第7話。
黑色新幹線戰士的駕駛員，以少年面貌登場，半邊面被頭髮遮蓋，同樣對新幹線戰士有着濃厚的興趣。起初對新幹線戰士懷有強烈的敵意，在得知玄武死亡的真相後轉而與舊世代特工們為敵，並以人類姿態在地面定居，虎目之戰後暫住於上田家。第55話起正式成為超進化研究所的一員。第69話時中了蒼玉的計謀而喪失記憶，第70話在阿忍的提議下暫時駕駛新幹線戰士E3翼號鋼鐵飛翼，並於與量產型黑色新幹線戰士的戰鬥中恢復記憶。第73話重得黑色新幹線戰士後支身前往面對麒麟與黑色新幹線戰士奧加，將其逼至地底進行決戰，並摧毀通往地表的通道，打算與麒麟同歸於盡，在即將被擊敗時被前往支援的隼人與北斗阻止，後合力將黑色新幹線戰士奧加轉送至名古屋。
喜歡吃甜食，特別是蛋糕。合適率最高記錄為第64話時之100%。
於劇場版及第二部之間的數年中一直在國外旅行，直到第二部第23話片尾才回到日本，並於下一話中在玄武的要求下對進、花火與大樹進行特訓。第27話再度離去，前往英國與隼人會合。
名字取自青龍，亦可解讀為錦川清流線之「清流」的諧音。
車長寶（配音員：上田祐司（日本）；梁偉德（TVB）、陳夕（公映版）（香港）；余孟珂、李世揚（劇場版）（台灣））
「新幹線戰士E5隼號」獨有裝配作為實驗性操作介面而研發的機械人，身高約30公分，説話風格等同現實的列車長，平時語調友善，但一進入E5隼號駕駛艙便會轉為嚴肅。稱呼隼人為「拍檔」，並提供支援，外出時經常躲在隼人的背包中作為偽裝。內建存放IC卡之插槽，可依狀況吐出不同機體之進化卡供合體使用。
第61話時為了解除自己對E5的限制而自行消除體內Al的所有數據並初始化，後於第64話速杉隼人與青龍使用雙重光速能量炮時合適率雙雙達到100%促使其被放置於E5隼號MkII艙內的軀體與暗黑朱紅號內存放關於其之資料產生反應而復活。
於隼人出國留學期間為維持機能而留下並保存於大宮分部的研究室中。
名字為「車長機器人」的簡稱。

### 新幹線超進化研究所駕駛員

#### 東日本指令室山形分部
月山（配音員：吉村那奈美（日本）；魏惠娥（TVB）、余倩盈（公映版）（香港）；高嘉鎂、林筱玲（劇場版）（台灣））
「新幹線戰士E3翼號」、「新幹線戰士E3翼號鋼鐵飛翼」駕駛員。9歲（第50話後為10歲）。山形縣米澤市出身。生日為2008年12月20日（取自新幹線E3系2000番台正式營運日期2008年12月20日），血型為AB型，身高135cm，體重31kg，擅長繪畫，合適率為79%左右。
其家族為忍者世家，本人追隨其祖父修行家族祖傳「月山流忍術」，擅長變幻莫測的戰術，於駕駛新幹線戰士時使用「欄杆手裡劍」等武器更為出眾。
由於年紀太輕而無法住超進化研究所的宿舍，因此每次集合時都得大老遠從山形支部趕來大宮。第45話時其家族計劃遷至沖繩，因當地距離太遠且無新幹線通過而萌生辭去駕駛員職務的念頭，後在其他駕駛員的勸說下打消。第48話與恐怖食人花作戰時遭受襲擊而造成E3翼號機體嚴重損傷，並於第49話時取而代之駕駛「新幹線戰士E3翼號鋼鐵飛翼」。第64話戰後隨家人定居沖繩，第66話回歸後改回駕駛E3翼號參與模擬戰，並於第67話起正式駕駛修復完成之E3翼號。
由於出身忍者家族，對聖誕節一無所知，但明白出水司令贈送聖誕禮物「新幹線戰士E3翼號鋼鐵飛翼」的用意後，便喜歡聖誕節。
姓氏取自急行月山，名字取自夜行準急信夫。

#### 東海指令室名古屋分部
清洲龍司（配音員：逢坂良太、內藤有海（幼年）（日本）；張預東（第一部）→曹啟謙（劇場版起）（TVB）、黃尉斯（公映版）（香港）；李勇（第一部）、賴緯（劇場版、第二部）（台灣））
第1代「新幹線戰士N700A希望號」駕駛員。於38話起擔任「新幹線戰士黃醫生號」駕駛員。於劇場版後段接替速杉北斗擔任「新幹線戰士923黃醫生號」駕駛員。13歲（第58話後為14歲）。愛知縣名古屋市出身。生日為2005年2月8日（取自新幹線N700A正式營運日期2013年2月8日），血型為B型，合適率為98.3%(僅次於隼人)。
駕駛員中首位中學生，亦是首位青春期合適率高的駕駛員。本人自幼修習空手道，在駕駛新幹線戰士時活用空手道的技術。與白虎戰鬥時改為駕駛「新幹線戰士黃醫生號」，以自己的實力把「新幹線戰士黃醫生號」的性能發揮到極限作戰，後擔任新幹線戰隊副隊長，於隼人因事不在時，暫時擔任代理隊長領導駕駛員作戰。
劇場版中與其他駕駛員一起至北海道分部接受測試時，由於黃醫生號未被轉送至北海道，而改駕駛北斗遺留在北海道的923黃醫生號，成為923黃醫生號的第二代駕駛員。
第二部中以超進化研究所名古屋支部的「臨時代理指揮官」的身分再次登場，但由於合適率降低的緣故，已無法再繼續駕駛新幹線戰士。
姓氏取自清洲站。
清洲辰巳（配音員：日野佑美（日本）；林丹鳳、林元春（幼年）（TVB）、李蔓宜（公映版）（香港）；穆宣名、魏晶琦（劇場版）（台灣））
龍司的弟弟。12-13歲。愛知縣名古屋市出身，生日為2006年10月25日。於第54話起接替龍司成為第2代「新幹線戰士N700A希望號」駕駛員，合適率第54話時為86.5%，第71話時為82%。
默默追逐哥哥的背影，同時有堅定的主見，跟隨哥哥修習空手道，並於東海地區大會小學生空手道比賽得到冠軍，個人擁有豪爽、開放的社交態度，初次與上田梓會面就令她嘗試就辰巳成為駕駛員一事，為兩兄弟和解。食欲極大。喜歡吃鰻魚飯。
名字取自辰巳站。

#### 北海道指令室北海道分部
發音未來（配音員：藤田咲（日本）；何寶珊（第一部）→羅孔柔（劇場版）（TVB）、張嘉敏（公映版）（香港）；高嘉鎂、傅其慧（劇場版）（台灣））
「新幹線戰士H5隼號」的駕駛員。11-12歲。北海道札幌市出身,生日為2008年3月9日（由「3」與「9」二數字之訓讀發音「み」以及「く」而得）。
駕駛員中的唯一一位女性，斯多葛主義者，經常苦練自己新幹線戰士的駕駛技術，駕駛新幹線戰士時會燃起對抗隼人的意識。苦練並修習劍道，最喜愛青函連絡船記念館摩周丸，在身為駕駛員資質無可挑剔的情況下，唯一的弱點是暈車，合適率不明，為目前所有未成年駕駛員中唯一未於集數中顯示其合適率著。
劇場版以類似雪未來之歌手姿態登場並演唱，之後解釋自己「似乎是本能甦醒了」。
姓氏取自「發車音樂」以及E5系愛稱募集時的未採用名稱「發音號」。其名字及形象致敬了角色主唱系列的虛擬歌手——初音未來，連聲優也是同一人——藤田咲。

#### 九州指令室門司分部
大空零（配音員：松井惠理子（日本）；何璐怡（TVB）、張嘉敏（公映版）（香港）；高嘉鎂（第一部、第二部）、陶敏嫻（劇場版）（台灣））
「新幹線戰士800燕號」的駕駛員。8-9歲（劇場版為10歲）。福岡縣北九州市出身。生日為2009年8月30日（取自新幹線800系U001編組完工日期2003年8月30日），擅長飛行及科學，合適率為83%。
駕駛員中最年幼的成員，機械工程學的超級天才，同時亦曾參與其駕駛之「新幹線戰士800燕號」的開發工程，喜歡喝牛奶。
崇拜着隼人、秋田與貫三人，並稱他們為「師父」。稱其他駕駛員為「前輩」。
第二部再次登場時已於超進化研究所櫻島實驗線任職，為其計劃提供技術支援。
姓氏取自特急大空。
霧島高虎（配音員：市來光弘（日本）；劉奕希（TVB）、周奕勤（公映版）（香港）；張至超、賴緯（劇場版）（台灣））
「新幹線戰士N700瑞穗號」駕駛員。11-12歲。鹿兒島縣鹿兒島市出身。生日為2007年3月12日（取自新幹線N700系7000番台投入服務日期2011年3月12日），合適率為83.5%。
比隼人等人年長半年，經常使用敬語談話，其家族為料理世家，本人夢想成為廚師，有時會駐守在京都分部。
姓氏取自特急霧島。

#### 西日本指令室京都分部
五橋銀（配音員：合田繪利（日本）；張頌欣（TVB）、余倩盈（公映版）（香港）；穆宣名（台灣））
「新幹線戰士700光號鐵路之星」駕駛員。10-11歲。山口縣瀨戶內海出身。生日為2008年3月13日（取自新幹線700系投入希望號服務之日期1999年3月13日），合適率為83.5%。
黃跟綠色衣服是特徵。城的雙胞胎之弟。在山口的工作為一名漁夫。
五橋城（配音員：合田繪利（日本）；張頌欣（TVB）、余倩盈（公映版）（香港）；穆宣名、林筱玲（劇場版）（台灣））
「新幹線戰士700希望號」駕駛員。10-11歲。山口縣瀨戶內海出身。生日與銀同為2008年3月13日，合適率為83.5%。
粉跟綠色衣服是特徵。銀的雙胞胎之兄。同為漁夫，最先與高虎不和。
姓氏取自五橋站。
雖然兩位隸屬西日本指令室京都分部，但通常會出現於門司分部。

### 新幹線超進化研究所人員

#### 東日本指令室大宮分部
速杉北斗（配音員：杉田智和、釘宮理惠（幼年）（日本）；雷霆、曾秀清（幼年）（TVB）、李家傑、王慧珠（幼年）（公映版）（香港）；胡鎮璽、魏晶琦（幼年）（台灣））
主角速杉隼人的爸爸，「新幹線戰士500回聲號」、第1代「新幹線戰士923黃醫生號」駕駛員，44歲，生日為1975年11月1日（取自特急回聲開始營運之日期1958年11月1日以及特急北斗開始營運之日期1965年11月1日）。
9歳時受到光之粒子影響而穿越到2019年的時空，在期間於繪圖本上創作了超進化速度的概念，之後短暫成為新幹線戰士ALFA-X的駕駛員。回到原時空後喪失了穿越時的記憶，僅剩繪圖本上的創作保留下來。大學時期再次發想出超進化速度的假說並將其發表成論文。畢業後於東日本旅客鐵道東京支社上野第二運轉所擔任駕駛員。
十年前被摩找上而加入新幹線超進化研究所大宮分部，成為新幹線超進化研究所最初成員之一，之後擔任指導長，第7話後被調往京都分部。現長駐成為京都分部指導長並參與該分部的指揮工作，第23話起駕駛新幹線戰士500回聲號，成為唯一一位成年駕駛員，經常與隼人共同戰鬥。第73話起轉而駕駛新幹線戰士923黃醫生號。
劇場版中新幹線戰士與雪中哥吉拉（漫畫版改為光之巨人）對戰時替隼人擋下了大部分的光之粒子熱線攻擊，而受影響穿越至其他時空，從此失去音訊，直到決戰的數天後才回歸。
第1話時曾答應與隼人一同搭乘E5系卻因接獲出動任務而取消，並時常被隼人提醒這點，但直至劇場版結尾仍尚未實行（劇場版片尾彩蛋畫面暗示之後有確實執行）。戰後為支持其兒女的夢想而自願調職至英國，目前職位不明。
名字取自特急北斗。
出水新平（配音員：綠川光（日本）；翟耀輝（TVB）、鄧肇基（公映版）（香港）；張至超、吳文民（劇場版）（台灣））
職位為司令，新幹線超進化研究所最初成員之一，北斗的大學學弟。
給予新幹線戰士指示的負責人，個人經常以冷笑話對答，同時給予人意想不到的一面。他人難以捉摸其思想。
第28話因名古屋支部司令官羽島龍膽發燒而暫時支援名古屋支部擔任代理司令官一職。
第二部再次登場時已晉升至綜合司令部，並接替東昴成為總司令。於前往北海道支部視察新機體「新幹線戰士Z H5隼號」的啟動測試時遇見潛入北海道支部的月野梅德爾，並協助她接受訓練成為Z H5的駕駛員。
姓氏取自出水站、名字取自特急新平。
三原雙葉（配音員：雨宮天（日本）；吳羨婷（第一部）→黃昕瑜（劇場版起）（TVB）、陳子瑩（公映版）（香港）；呂筱薇、魏晶琦（劇場版）（台灣））
職位為新入職指導員，北斗被調往京都支部後於第8話中被任命為代理指導長，並指揮駕駛員；第23話中其與北斗的通話被速杉遙偷聽到因而一度被後者懷疑為北斗「外遇」的對象。第65話後成為指導長。
本人認真對待工作，經常回應駕駛員和出水司令提出預期以外的想法，與隼人等人共同成長，並互相有着很強的信賴。
第二部再次登場時已被調至櫻島實驗線，負責主導第二超進化速度的實驗計劃，第33話時因前往東京接見歸國的隼人而暫時將其主導權轉交予出水總司令。第40至41話調至綜合司令部並負責統領各支部的指揮工作。
姓氏取自三原站、名字取自準急二葉。
本庄赤城（配音員：古島清孝（日本）；關令翹（TVB）、林筠翔（公映版）（香港）；余孟珂、李世揚（劇場版）（台灣））
職位為通訊員。巨大怪物體目標代號的主要命名者。出水司令因事離開崗位時，會擔當代理司令。
對隼人等小孩駕駛員照顧周到，猶如他們的兄長一樣。雖然擁有冷靜沈着的工作態度，但做甚麼事都總是差一點。個人暗戀雙葉。
第60話為代替前往地底世界的北斗而自願暫時調往京都分部擔任其代理司令，並於第65話回到大宮分部。第二部再次登場時已正式長駐成為京都分部代理司令。
姓氏取自JR東日本高崎線上的本庄站、名字取自特急赤城。
久留米綠（配音員：遠藤沙季（日本）；曾秀清（TVB）（香港）；穆宣名（第一部）→呂筱薇（第二部）（台灣））
職位為女醫生。
擔當新幹線戰士駕駛員的治療和健康管理工作，及後亦參與清理瓦礫與隧道開通的工作。有一顆痣和迷人的容貌。
姓氏取自久留米站、名字取自特急綠。
山口長門（配音員：伊原正明（日本）；蕭徽勇（TVB）（香港）；李勇（台灣））
職位為維修部主管。
主要負責維修新幹線戰士。雖然與小孩有友善的一面，但得知要維修的新幹線戰士片體鱗傷時，則向駕駛員大聲批評「都不知你們是怎樣駕駛新幹線戰士！」，本人為喜怒形於色的熱血漢。
第二部再次登場時已被調職至櫻島實驗線，負責瓦爾多的改造工程。
姓氏取自山口站、名字取自山陰本線的急行列車「長門」。
三島響（配音員：長谷川暖（日本）；謝潔貞（TVB）、王慧珠（公映版）（香港）；穆宣名（第一部）、陶敏嫻（劇場版）、楊詩穎（第二部）（台灣））
職位為女研究員，新幹線超進化研究所最初成員之一。
擔任分析巨型怪物體與研究強化新幹線戰士的工作，最早發現特工玄武的存在，並指出其與巨型怪物體的關聯性，亦分析採集到的「黑色粒子」。除研究巨型怪物體外，亦把駕駛員駕駛新幹線戰士前後的身體狀況數據化，並研究如何提升新幹線戰士的合適率為重中之重。
姓氏取自三島站、名字取自臨時特急回音。
小田原金時（配音員：北澤洋（日本）；朱子聰（第一部）→招世亮（第二部）（香港）；胡鎮璽（台灣））
職位為維修員，新幹線超進化研究所最初成員之一。
本人性格固執又難相處，説話又不客氣，但對維修機械熟能生巧，能憑直覺直接觀察新幹線戰士的損傷部分，屬於老行尊。
第二部再次登場已被調職至櫻島實驗線。
姓氏取自小田原站、名字取自特急金時。
小山大也（配音員：天崎滉平（第8話）、觀世智顯（第26話起）（日本）；黃積權（TVB）、黃尉斯（公映版）（香港）；李勇（第一部）、馬伯強（劇場版）、賴緯（第二部）（台灣））
職位為通訊員。
輔助本庄的通訊員工作。擅長掌握事態發展，分析能力極高，表面上冷靜沈着，實質上展露極強的使命感。與本庄同期就任成為大宮分部的通訊員，於尾禡餐會一同舉行表演活動。
姓氏取自小山站、名字取自急行大谷。
三條實（配音員：金魚和嘉菜（日本）；何晶晶（第一部）→陳皓宜（劇場版、第二部）（TVB）、余倩盈（公映版）（香港）；穆宣名（第一部）、陶敏嫻（劇場版）、連思宇（第二部）（台灣））
職位為通訊員。
姓氏取自JR東日本信越本線上的三條站 (新潟縣)、名字取自觀光列車實。
第二部開場前該分部已由於不明原因關閉，全體職員皆被調往其他分部。第8話正式重新啟動時僅小山、三條、三島、久留米以及部分通信員回歸大宮分部並復職，其餘之職位皆由自橫川分部轉屬的職員取代。

#### 北海道指令室北海道分部
大沼宗谷（配音員：土師孝也（日本）；黃子敬（TVB）、李家傑（公映版）（香港）；胡鎮璽、宋克軍（劇場版）（台灣））
職位為司令，曾擔任摩周丸紀念館館長。
姓氏取自大沼站、名字取自特急。
渡島神威（配音員：辻本達規（日本）；胡家豪（TVB）、陳夕（公映版）（香港）；張立昂（台灣））
職位為通訊員。電視動畫中未命名，也沒有任何台詞，劇場版中才正名並由辻本達規飾演。
第二部中其於室中的位置已被另一未命名男性通訊員取代。
姓氏取自北海道新幹線建設中的隧道渡島隧道、名字取自神威號列車。

#### 西日本指令室京都分部
明石開成（配音員：武藏真之介（日本）；李鎮然（香港）；張至超（第一部）→胡鎮璽（第二部）（台灣））
職位為通訊員。主要照顧旗下兩位駕駛員和隸屬門司分部的高虎。
姓氏取自JR西日本山陽本線上的明石站、名字取自寢台急行海星。
京都分部指導員（配音員：嶋村知香（日本）；何晶晶（香港）；（台灣））
職位為指導員。為動畫中唯一一位雖有專屬台詞卻未命名的超進化研究所職員角色。

#### 東海指令室名古屋分部
羽島龍膽（配音員：星野貴紀（日本）；潘文柏（TVB）（香港）；余孟珂（台灣））
職位為司令。
姓氏取自岐阜羽島站、名字取自臨時急行龍膽。
濱松駿河（配音員：岩崎諒太（日本）；周倚天（第一部）→張方正（第二部）（TVB）（香港）；余孟珂（第一部）→張至超（第二部）（台灣））
職位為通訊員。主要照顧辰巳。
姓氏取自JR東海東海道本線上的濱松站、名字取自準急駿河。

#### 九州指令室門司分部
小倉曉月（配音員：矢崎文也（日本）；陳永信（香港）；李勇（第一部）→胡鎮璽（第二部）（台灣））
職位為司令。
姓氏取自九州新幹線上的小倉站、名字取自寢台特急曉。
川內渚（配音員：金魚和嘉菜（日本）；成瑤孆（香港））
職位為通訊員。主要照顧零。
姓氏取自九州新幹線上的川內站、名字取自急行渚。

#### 綜合部
東昴（配音員：山寺宏一（日本）；曹啟謙（香港）；胡鎮璽（台灣））
職位為總司令。超進化研究所的最高負責人，各分部司令的上司。
在一羣元老當中，他的晉升速度可説是最快，是精英中的精英。給別人的印象是沈默寡言、充滿威嚴，感覺難以接近。不過，當初只是因為喜歡鐵路，才入行當鐵路員，為一個不折不扣的鐵路迷，前往下屬見面都不喜歡有隨行者及坐車前往，一有機會就要盡量搭乘鐵路。
姓氏取自日本製造的英國列車英國鐵路800型動車組之䁥稱「Azuma」、名字取自夜間急行。
高崎 榛名（配音員：藤田麻美（日本）；林元春（香港）；高嘉鎂（台灣））
職位為總司令秘書長。
姓氏取自高崎站、名字取自急行榛名。
企鵝（配音員：金魚和嘉菜（日本）；魏惠娥（香港）；高嘉鎂（台灣））
東昂總司令的拍檔，居住在總司令辦公室的儲物櫃裡。
原型為JR東日本IC卡西瓜卡吉祥物西瓜卡企鵝。

### 基度拉爾撒斯
早於人類出現之前就生活於地球上的高度文明種族，以黑色粒子和光之粒子兩種相對物質為基礎發展出超高科技文明。原先居住於地表上，數千萬年前地表遭受隕石撞擊而變得不宜居住，在那之後倖存者分別移居到地底下以及外太空，並因兩地環境不同而逐漸分化為完全以黑色粒子為中心（即現今的特工）與完全以光之粒子為中心（即現今的瓦爾哈蘭）的兩個族群。幾萬年前起因地底環境出現變化，且進化停滯不前，而再度面臨存亡危機。
其眼球的特殊構造能夠對礦物及金屬起反應，因此人類科技的光學迷彩對其無效。胸口上有紅色寶石狀構造，一旦被破壞就會石化，即等同於其死亡。
種族名「基度拉爾撒斯」取自龜虎古墳；新世代特工的名字取自四神、舊世代特工取自寶石，瓦爾哈蘭成員取自日本國鐵的客車種類表示記號，其餘則取自神話人物。

#### 特工
最初登場的四位基度拉爾撒斯族人，其成員初期皆自稱為「從地底爬上來的種族」或「邁向滅亡之路的種族」。
白虎（配音員：細谷佳正（日本）；陳耀楠（TVB）、鄧肇基（公映版）（香港）；李勇、宋克軍（劇場版）（台灣））
初次登場於第2話。
4位特工中最為冷靜者，擅長針對新幹線戰士機體的弱點進行攻擊。對舊世代特工們懷有敵意。第38話時與黃醫生號正面對決並邀請後者前往地底世界，正式展開「第一次地底世界之戰」，戰間其劍被隼人斬斷後投降並要求給其最後一擊，但被隼人否決，後為阻止虎目逃脫而與後者一起被擊中，並以戰敗以及背叛族人之罪名被灰簾取出胸口寶石而石化。第76話於玄武復活後收到玄武傳送的路斯維特粒子而復活，之後計劃將灰簾復活後與之一同前往其他星球尋找新的棲息地。
劇場版開場時仍於地底致力於復活灰簾，過程中察覺到蒼玉的行動而放棄原先計劃並回到地表，揭穿其詭計並將之擊敗，之後接收由其駕駛的黑色新幹線戰士奧加，成為黑色新幹線戰士奧加的第三代駕駛員，並以沒有被暗黑魔王面具覆蓋頭部之飛昇模式之姿態加入新幹線戰隊與瓦爾哈蘭決鬥，後與青龍的黑色新幹線戰士紅進行極限交錯合體共同對抗瓦爾哈蘭。
第二部時已正式實行尋找新棲息地的行動，第41話受神凪之邀來到由古斯琵亞並協助鐵傲帝遷移至其他星球。
名字取自白虎，亦可解讀為臨時快速列車白虎（列車）。
玄武（配音員：Maxwell Powers（日本）；陳欣（TVB）、林筠翔（公映版）（香港）；胡鎮璽（台灣））
初次登場於第2話。
4位特工中體型最大者，對新幹線戰士有着濃厚的興趣，同時希望以巨型怪物體測試新幹線戰士的能力。
在其第三次與新幹線戰士的戰鬥後被暫時留置於超進化研究所內，並與駕駛員們對話，從而得知「家族」的意義。之後遭到蒼玉控制並迫使新幹線戰士E5隼號攻擊其胸口寶石部位，戰鬥結束後胸口寶石失去光澤並石化。
第64話片尾出水司令跟三島研究員對話中提及可透過路斯維特粒子令其有復活的可能性。第76話受到眾人合力創造大量路斯維特粒子的影響而正式復活，隨後以「每天試乘新幹線戰士E5隼號1次以及食用3份甜點」為交換條件正式加入研究所。
劇場版中接收由地底世界回收的E5隼號於E5 MkII遭被瓦爾哈蘭控制之ALFA-X攻擊時及時趕到支援，成為E5隼號的第二代駕駛員。
第二部第14話再次登場，戴著紙製的蒸汽火車頭造型頭套，以的身分擔任鐵道博物館的導覽員。與新世代駕駛員三人相遇後向其回顧隼人等上一代駕駛員們的事蹟，並教導進「力量是為了讓雙方對話的手段」，成為日後進對抗阿布特的主要理念。同話結尾在三人初次遭遇闇黑新幹線戰士並即將遭到擊敗時以巨大化型態現身並替其擋下攻擊，第31話於阿斯特尼亞入侵大宮支部時亦自願與其創造的巨大怪物體對峙，為眾人爭取時間撤離直到新幹線戰士Z抵達。第40話指出黑石的成分為鹽，下一話更負責駕駛載運補給鹽分的武裝列車前往支援作戰。
名字取自玄武，亦可解讀為現美新幹線之「現美」的諧音。
青龍
#主要人物 参照。
朱雀（配音員：渡邊明乃（日本）：黃玉娟（第一部）→陸惠玲（劇場版起）（TVB）、張嘉敏（公映版）（香港）；高嘉鎂、陶敏嫻（劇場版）（台灣））
初次登場於第13話。
特工中唯一的女性，起初認為心靈是人類最大的弱點，並希望操控人類，後來逐漸改觀。
東京站中央迎擊系統之戰後以人類姿態暫住於上田家。
第76話決戰時藉由眾人合力製造的大量奈米機器創造出橫越日本上空的七彩軌道使新幹線小隊成功追上並擊敗暗黑魔王號。
劇場版中於出水司令和雙葉指導長前往北海道時駐守大宮支部，並依隼人、青龍與白虎之託傳送大量奈米機器至東京以提升E5 MkII極限交錯ALFA-X之戰力。
第二部第28話再次登場時已跟隨白虎駕駛黑色新幹線前往外太空，於接獲蒼玉發送的訊號後責罵其行徑。第41話與白虎一同協助鐵傲帝族人移居。
名字取自朱雀。

#### 舊世代特工
以灰簾為首、具有較高地位的三位基度拉爾撒斯族人。
虎目（配音員：高階俊嗣（日本）；劉昭文（香港）；余孟珂（台灣））
初次登場於第33話。
10年前出現的巨型怪物體「第一號敵人」的操控者，特工中戰鬥力數一數二，但頭腦就差了點。
比蒼玉和灰簾更早回到地球，之後以玩鬧的心態駕駛第一號敵人至地面察看，但被新幹線戰士們擊敗而撤退，第一次地底世界之戰期間試圖進入黑色新幹線戰士不成而打算破壞後者，並於隼人和白虎即將達成對話時介入戰局，後於逃脫時被白虎阻礙而遭金色能量炮擊中。第49話時操控與其巨大化姿態相近的替身怪物參戰，並對眾人下戰帖7日後（即下一話）於同地進行決鬥，並在該決鬥中被隼人、龍司和青龍聯手消滅，第60話時復活，第63話再度被銀、城、高虎、辰巳和龍司聯手消滅。
名字取自虎眼石。
蒼玉（配音員：山內健嗣（日本）；馮錦堂（第一部）→蘇強文（劇場版起）（TVB）、李家傑（公映版）（香港）；李勇（第一部）→馬伯強（劇場版）→賴緯（第二部）（台灣））
初次登場於第41話。
總是佩戴著面具掩蓋自己的外貌，曾與玄武討論人類的進化和灰簾對新幹線戰士的看法兩個問題，會為了自己的策略而利用、控制甚至犠牲同伴，是一個狡猾的戰略家。
於第44話控制玄武，之後欺騙青龍使其以為玄武被超進化研究所迫害而再次出擊。認為灰簾的強硬作風仍無法阻止基度拉爾薩斯走向滅亡，因此在伊邪提出的三條路當中選擇了戰爭之路，並以迫使青龍同樣走上戰爭之路作為給伊邪的答覆。第62話時以巨大化姿態親自參戰，並於63話中被秋田、貫、忍和青龍聯手擊敗。暗地裏與麒麟為伍，並負責將倉敷重工取得的新幹線戰士資料轉交給伊邪。第69話運用策略奪取黑色新幹線戰士，並消除青龍從第45話後的所有記憶。第72話試圖綁架上田梓被麒麟阻止，之後離開麒麟的隊伍。於最終決戰期間並未參戰，而是開始向宇宙發出訊號以尋找傳說中遠古時代即離開地球、分散於宇宙中的基度拉爾撒斯派系。劇場版時成功連繫上瓦爾哈蘭並與其聯手重建黑色新幹線戰士奧加，並用其釋放光之粒子將其他新幹線戰士傳送至其他時空，後其詭計遭到白虎識破，並與白虎在岩手進行大戰後敗北，以致於黑色新幹線戰士奧加被白虎奪去。瓦爾哈蘭被擊退後仍持續尋找宇宙中的其他族人卻毫無結果，至第二部開頭之3個月前時放棄搜尋並啟程返回地底世界，於途中遇到Hello Kitty新幹線並在幻想與其變形成的新幹線戰士（即新幹線戰士Hello Kitty）對決時醒悟，發覺自己並非真的想找到外太空的族人，而只是渴望再次與新幹線戰士們戰鬥。於旅程的最後與鐵傲帝成員神凪相遇並決定與其聯手。第二部第26話在凡爾托姆的協助下取得屬於自己的鐵傲帝條碼，位於臀部右側。於與鐵傲帝合作期間仍數次經歷慘敗，因而逐漸對其失去信心。第28、29話先後受到朱雀、梅德爾以及剎羅的影響而最終決定離開鐵傲帝，第32話甚至主動向大樹提供關於瓦爾多的線索，並在告誡他別讓凡爾托姆的計劃得逞後離去。第40話於全日本受荒吐的影響而大停電時協助阿布特恢復與大宮支部的通訊，第41話決戰後更協助聯繫已前往太空的朱雀與白虎，但之後行蹤不明。
名字取自藍寶石。
灰簾（配音員：增田俊樹（日本）；陳灝瑋（香港）；胡鎮璽（台灣））
初次登場於第40話。
基度拉爾撒斯的總指揮，被虎目和蒼玉尊稱為「灰簾大人」。認定如今的地表受到人類文明的嚴重污染而無法令其種族生存，因此在伊邪提出的三條路當中選擇了移居之路，與其他兩位舊世代特工一同前往太空尋找新的合適居住環境，但最後無功而返。認為淘汰人類、令地面世界回歸遠古時代的面貌才是對地球最好。第64話於東京站中央迎撃系統之戰時被隼人和青龍聯手擊敗而石化。
第76話決戰後白虎原計劃將之復活，但因蒼玉的行動而作罷。
後傳小說《復活的灰簾》中其石化遺骸遭荒吐融合並成為由後者操控的傀儡，此時其內灰簾本人的意識被三島認定為已徹底死亡。最終被進以超究極Z光速能量炮將其連同荒吐再度消滅。
名字取自黝簾石。

#### 居住在人類世界的特工
麒麟（配音員：浪川大輔（日本）；黃啟昌（香港）；余孟珂（台灣））
初次登場於第64話。
第一部末期大戰灰簾後的新登場基度拉爾撒斯，伊邪提醒出水司令「還有另一個人」，表示與基度拉爾撒斯的戰鬥還未告一段落。
是最先來到地面的基度拉爾撒斯，亦是最先提出移居人類世界的基度拉爾撒斯，但有關提議不被灰簾等人接納，為了說服灰簾等人於是十三年前獨自一人來到地上，並持續向地底世界提供情報，在人類世界認識了八代伊三郎以及身為其下屬的鐵奧帝成員撒共，三人互相交流，最後得出人類要跟基度拉爾撒斯共存的結論，但於思想上與另外二人不和，認為惟有以武力支配地表才能使人類接受基度拉爾撒斯與鐵傲帝等異族。於十年前第一號敵人發動攻擊後一直行蹤不明，被其他基度拉爾撒斯認為已因無法適應環境而死亡，實際上存活下來，並與地面的倉敷重工合作，想把全國鐵路新幹線化，利用新幹線戰士創造出人類和基度拉爾撒斯和平共存的世界。
之後成為了由神秘新幹線變形為黑色新幹線戰士奧加的駕駛員，先派出強化的巨型怪物體以及量產型黑色新幹線戰士測試隼人的能力，判斷達到其合格標準後便駕駛黑色新幹線戰士奧加親自與隼人等直接對戰，藉此展現自己的實力以說服隼人與之合作。但跟隼人談論時，因隼人不接受這個計劃而談判破裂，之後率領眾多量產型黑色新幹線戰士攻擊東京都廳舍遭到青龍、隼人與北斗阻止，並被青龍逼回地底世界進行決鬥，其後再轉往超進化研究所名古屋分部與新幹線戰隊眾人進行最終決戰，後仍突破重圍並逃往東京，在途中黑色新幹線戰士奧加被追來的眾人合力擊毀，之後本人被拘留在綜合司令部。
其眼珠顏色一般為紅色，但外出時會變成藍色作為偽裝。
名字取自麒麟。
第二部再次登場時已仍持續受到超進化研究所監管，其行動皆由三位研究所職員陪同並監視。第33話被鐵傲帝成員阿斯特尼亞找上並在其逼迫下化為巨大化姿態。於見識到撒共創造之「新幹線戰士Z」後宣告自己將不會站在人類或鐵傲帝的任何一方。

#### 與基度拉爾撒斯合作之人類
伊邪博士/八代伊三郎（配音員：上田祐司（日本）；盧國權（香港）；張至超（台灣））
初次登場於第19話。
「新幹線戰士E5隼號」內置機械人「車長寶」的設計者，黑色新幹線戰士、黑色貨物列車、新幹線戰士E5隼號MkII和黑色新幹線戰士奧加的製造者。
新幹線超進化研究所的研發總監兼所長，北斗、新平和筑摩的前上司。認為唯有新一代的人們能夠決定人類與基度拉爾撒斯的共存，因而創立超進化研究所並開發出表面上像是武器的新幹線戰士。8年前因「第一次超進化速度試驗」時發生的事故而被傳送至地底世界，之後向基度拉爾撒斯眾人提出能避免其滅亡的移居、戰爭、變革等三條道路。於灰簾等人選擇了移居之路並離去後將暗黑新幹線戰士交給剩餘的四位族人，但禁止他們於時機成熟前使用，自己身體則因長期曝露於地底環境中而逐漸石化。於第35話首次與隼人對話，第63-64話時接見隼人，並將其瞞着灰簾暗地製造的新幹線戰士E5隼號MkII交付給他。第64話所在房間崩塌後下落不明。
姓氏取自八代站、名字取自特急伊三郎，化名「伊邪」取自伊邪那歧。
倉敷八雲（配音員：辻井健吾（日本）；鄧志堅（香港）；（台灣））
於科學產業省任職，表面上受超進化研究所綜合司令部委託協助超進化研究所與合作之海外研究機構之間的溝通，共同調查合適率、鐵質、納米機械人等科學難題；暗地裏則受到其父親出雲之指使，於以上述名義進出超進化研究所的同時竊取其資料交予麒麟等人。雙葉的未婚夫，其實只是雙方父母在他們小時候私下約定。第50話時要離開日本到法國進行對駕駛員合適率的研究，臨走時向雙葉提出一同離開超進化研究所的請求，但被雙葉拒絕。之後由於進展不如預期而於第71話時回到日本，並邀請隼人與梓前往其研究機構參觀，實際上為受父親出雲之託將梓帶給麒麟。第73話眾人與麒麟談判破裂後將先前被蒼玉奪去之黑色新幹線戰士歸還給青龍，並在櫻島的通道被摧毀後提供超進化研究所前往地底的替代道路，決戰過後因將機密資料洩露給倉敷重工而遭到科學產業省處分。
姓氏取自倉敷站、名字取自特急八雲。
倉敷出雲（配音員：小形滿（日本）；張炳強（香港）；（台灣））
八雲的爸爸，與超進化研究所有合作關係的日本知名企業「倉敷重工」的社長。在暗中協助麒麟，打算利用基度拉爾撒斯的技術使日本鐵路全區間新幹線化，並藉蒼玉的力量強迫其於科學產業省任職的兒子八雲將關於新幹線戰士的資料外洩給他們。後於76話決戰後於八雲的勸說下向警方自首，並到超進化研究所及東京都警視廳接受調查。
名字取自寢台特急出雲。

#### 瓦爾哈蘭
劇場版中登場，移居至外太空的基度拉爾撒斯派系之一。

#### 古代基度拉爾撒斯
紅簾
僅於後傳小說《山手危機》中登場。
數十萬年前的基度拉爾撒斯，外形為穿著燕尾服的白髮老人。其沉睡之處的地底空間經地形變動而抬升至現今之伊豆半島，後於1922年10月當地的隧道挖掘工程發生崩塌事故時復活，100年來暗中觀察著人類與現代基度拉爾撒斯以及鐵傲帝的戰鬥。第二部完結之半年後（2022年10月16日）入侵綜合司令部並控制發射捕獲力場之人造衛星將東京站周邊半徑7公里範圍內以力場封鎖，最終因將自身的生命能量全部轉移至蛇紋而呈現瀕死狀態，於駕駛員們抵達綜合司令部與其對峙時承認後者的勝利並自我石化。
名字取自紅簾石。
蛇紋
僅於後傳小說《山手危機》中登場。
紅簾所屬時代的基度拉爾撒斯統治者，個性兇殘，擁有複製其對手外貌及技能之能力。於有樂町線舊飯田橋檢車區遺跡內被紅簾復活。在先後擊敗並奪取多台新幹線戰士Z機體後被闇黑新幹線戰士絕對形態ALFA-X消滅。
名字取自蛇紋石。

### 其他 （第一部）

#### 速杉家
速杉遙（配音員：金魚和嘉菜（日本）；凌晞（TVB）、張彩虹（公映版）（香港）；呂筱薇、林筱玲（劇場版）（台灣））
隼人之妹，8歲，少數能夠理解隼人的想法的人，頭上總是載著一副耳機。由於未被其他家人告知關於超進化研究所的事而對父親北斗被調職至京都不太諒解，甚至一度懷疑後者有外遇，後於親眼目睹北斗駕駛新幹線戰士500回聲號後改觀。
名字取自特急遙。
速杉櫻（配音員：清水理沙（日本）；梁少霞（TVB）、周奕勤（公映版）（香港）；穆宣名、傅其慧（劇場版）（台灣））
隼人的媽媽，第3話時得知隼人駕駛新幹線戰士的事，但只會做一個正常的媽媽，把他當作正常小孩一樣照顧。
名字取自新幹線櫻號列車。
第二部再次登場時二人皆已跟隨隼人與北斗移居英國。

#### 上田家
上田梓（配音員：竹達彩奈（日本）；陳皓宜（TVB）、李蔓宜（公映版）（香港）；穆宣名（台灣））
隼人的同班同學，現在最受全世界的人關注、人氣破錶的小學生YouTuber，生日為2007年11月19日。以「小學生第一次○○」為題把短片在網上投稿，好奇心旺盛，短片的誇張風格均來自其活躍的性格。在得知超進化研究所及新幹線戰士的存在後便時常造訪超進化研究所，並幻想自己成為駕駛員拍攝「小學生第一次駕駛新幹線戰士跳舞」影片，然而後期因自認合適率不夠高而打消此想法，後於第71話經倉敷八雲以此為線索進行測驗證實她具有以肉眼估算人們合適率的特殊能力，因此差點遭蒼玉綁架，後被駕駛員們及麒麟擊退蒼玉後救出。
姓氏取自上田站，名字取自特急。
爸爸（配音員：上田祐司（日本）；李錦綸（香港）；李勇（台灣））

#### 學校
長岡祈（配音員：丸山ナオミ（日本）；沈小蘭（香港）；呂筱薇（台灣））
隼人、秋田、貫和梓的班主任。
姓氏取自長岡站。

#### 男鹿家
男鹿紅葉（配音員：真坂美帆（日本）；曾佩儀（香港）；高嘉鎂（台灣））
秋田的媽媽。
名字取自秋田內陸線臨時列車紅葉。
爺爺（配音員：泉尚（日本）；黃子敬（香港）；胡鎮璽（台灣））

#### 大門山家
大門山美鈴（配音員：高橋里枝（日本）；伍秀霞（香港）；高嘉鎂（台灣））
貫的媽媽，丈夫為大門山建築公司創辦人，於丈夫死亡後接任大門山建築公司的社長。
名字取自快速美鈴。
大門山（配音員：小堀幸（日本）；廖杏茵（香港）；穆宣名（台灣））
貫之妹。
名字取自能登篝火號列車。
大門山（配音員：社本悠（日本）；林元春（香港）；呂筱薇（台灣））
貫之弟。
名字取自急行兼六。

#### 月山家
月山千秋（配音員：足立由夏（日本）； 林元春（香港）；穆宣名（台灣））
忍的媽媽。
名字取自準急千秋。

#### 清洲家
清洲楓（配音員：廣瀨有香（日本）；陸惠玲（香港）；汪世瑋（台灣））
龍司的媽媽，動畫中因病住院，後於第76話中出院。
名字取自已廢止之名鐵臨時特急/急行楓。
清洲美優（配音員：真堂圭（日本）；羅孔柔（香港）；呂筱薇（台灣））
龍司之妹。
名字取自名鐵「μ-SKY」列車。
清洲 筑摩（配音員：逢坂良太（日本）；蘇強文（香港）；余孟珂（台灣））
龍司的爸爸，曾在超進化研究所任職研發主任，是北斗和新平的上司。於8年前第一次超進化速度到達實驗的爆炸意外中死亡。
名字取自己廢止之急行。

#### 霧島家
霧島日輪（配音員：深川和征（日本）；葉振聲（香港）；李勇（台灣））
高虎的爸爸。
名字取自特急日輪。

#### 其他（鐵路界相關者）
車長・車站廣播員（配音員：中川家（剛、禮二）（日本）；劉昭文、蕭徽勇（香港）；李勇（台灣））

#### 其他（偶像組合）
Super Spice（稻穗、都、那須野）（配音員：洲崎綾、金魚和嘉菜、井上遙乃（日本）；葉曉欣、成瑤孆、李潤知（香港）；（台灣））
名字分別取自特急稻穗、快速都路快速以及新幹線那須野。
BOYS AND MEN
由一群新幹線迷組成的日本男子偶像團體，第48話時受出水司令之邀擔任超進化研究所尾牙的特別來賓。
辻本 達規（配音員：辻本達規（BOYS AND MEN）（日本）；李安邦（第一部）→關令翹（第二部）（香港）；不明（第一部）→賴緯（第二部）（台灣））
BOYS AND MEN的成員之一。

## 《新幹線戰士Z》登場人物

### 主要人物
新多進（配音員：津田美波（日本）；詹健兒（香港）；張乃文（台灣））
第二部雙主角之一。鐵道聖地——田端出身的小學5年級生，「新幹線戰士Z E5隼號」的駕駛員，生日為2010年10月1日（取自信越本線橫川區間之廢止日1997年10月1日），合適率為92.5%，最高紀錄為第30話時突破96%。
正義感極強的男孩，個性總是正向，屬於以突破周遭障礙的方式進行溝通的類型。自稱為「要挑戰世界之謎的男人」，口頭禪是。喜歡妖怪和神靈之類的超自然事物，並相信它們確實存在，當遇見形似妖怪之物時會立刻對其進行解說。夢想是有一天能與外星人交朋友。即使受到嘲笑，也會堅持不懈地追求自己的夢想。成為新幹線戰士Z駕駛員後受到阿布特的影響，逐漸對鐵道產生興趣。第30話得知阿布特守護鐵傲帝的決心後決定以讓阿布特明白人類與鐵傲帝共存的可能性為目標而戰。
後傳小說《山手危機》中被指派成為新開發的「新幹線戰士Z ALFA-X」的駕駛員，後因E5遭蛇紋奪去而正式轉而駕駛ALFA-X。於事件結束後跟隨父親前往墨西哥的日本人學校留學。《復活的灰簾》中於得知灰簾出現的消息後隨即趕回日本，並在阿布特的要求下接手再次駕駛Z E5。
姓氏取自已廢站的筑豐本線貨物車站新多站，名字則取自新橋站的電報碼「シン」。
碓冰阿布特（配音員：鬼頭明里（日本）；沈小蘭（香港）；連思宇（台灣））
第二部雙主角之一。群馬縣橫川地區出身的小學5年級生，「闇黑新幹線戰士」的駕駛員，生日為2010年4月1日（取自信越本線橫川區間開通日1893年4月1日）。超進化研究所橫川支部的維修員，熱愛鐵道，因性格冷酷而通常不會顯露情緒。雖然只是個小孩，卻有著天才般的頭腦，並參與了「Z火車」以及智能寶的開發工程。口頭禪是「那是假的」，時常對進說謊並藉此告誡他不要一昧相信別人告訴他的事。
原為Z E5的預定駕駛，但因合適率未達標準而無法如願。夢想是能身兼新幹線戰士的駕駛員、維修員及設計者於一身。
第13話片尾為了得到關於其父親的線索而登上停靠於關原站的闇黑新幹線，下一話回歸時已成為闇黑新幹線戰士的駕駛員並在神凪的指示下襲擊其他新幹線戰士，看似已轉而與鐵傲帝聯手，實際上仍持續蒐集關於鐵傲帝之情報。第18話末跟蹤神凪與阿斯特尼亞前往由古斯琵亞而於下一話中成功與父親重聚，並得知自己其實是人類與鐵傲帝的混血兒。之後原本決定使用闇黑新幹線戰士以保護其親人，並保證自己不會被其他鐵傲帝成員控制，但於第24話得知鐵傲帝目前之處境、認知到自己是能為該種族帶來希望的救世主後開始產生同情，並對此感到矛盾。第29話因誤解是進等人抓走了剎羅一事而主動襲擊超進化研究所，下一話與新幹線戰士Z對峙時在自認仍未能保護所有自己應保護之人、極度失落的情緒下「覺醒」化為鐵傲帝形貌，並正式決定站在鐵傲帝陣營，之後對進表明自己打倒新幹線戰士Z的決心並向其訣別。第36話在與進的最後一戰時落敗後醒悟，解除覺醒型態並恢復正常。下一話回歸超進化研究所後仍持續被闇黑新幹線戰士先前對自己的負面影響困擾著，但在進的幫助下終於真正接受闇黑新幹線戰士並成功完全抑制住自己身上的托列蘭提亞。
荒吐討伐之戰結束後仍持續參與多部機體的開發、設計與改良，並進行訓練以提高自己的合適率。外傳小說《復活的灰簾》中如願成為Z E5 改善型的新駕駛，然而於進歸國時決定將其再度交棒給進。
姓氏取自信越本線橫川區間的愛稱「碓冰線」、名字取自Abt式齒軌鐵路系統之日文舊稱「アブト式」。
智能寶（配音員：福山潤（日本）；李凱傑（香港）；胡鎮璽（台灣））
由新幹線戰士Z駕駛員使用的控制道具「超進化手機Z裝備」變形成的神秘小型機器人。情感豐富，興趣是讀取QR碼，被設定為能夠品嚐出讀取到之QR碼的味道。和第一部中的車長寶一樣，在進入Z E5駕駛艙後個性以及語調皆會變得與平常截然不同，且會出現「説話以Z作結尾」的語調特徵。名字為取自日語「智慧型手機」之字頭與「機器人」之字尾的合體字。

### 新幹線戰士Z駕駛員
大曲花火（配音員：寺崎裕香（日本）；林丹鳳、黃鳳英（代配）（香港）；呂筱薇（台灣））
秋田縣大曲地區出身的小學5年級生，「新幹線戰士Z E6小町號」的駕駛員，生日為2010年12月21日（取自大曲站開業日1904年12月21日）。來自大曲著名的花火師家庭，喜好搖滾樂，性格鮮明，夢想將大曲的煙火發揚光大。總是以融合煙火以及搖滾樂的風格進行攻擊。說話常夾雜英文。
姓氏取自大曲站。
戶隱大樹（配音員：雞冠井美智子（日本）；雷碧娜（香港）；高嘉鎂（台灣））
居住於長野縣木曾郡的小學5年級生，「新幹線戰士Z E7光輝號」的駕駛員，生日為2010年8月10日（取自SL大樹開始營運之日期2017年8月10日）。原本與雙親住在東京，後因與同學發生誤會、受到排擠而退學並搬到長野的深山中，跟隨其祖父從事林業，對樹木有著豐富的知識。起初無法理解新幹線戰士戰鬥的意義，當得知敵方的行動會破壞山林後，為了守護山林而決定進行戰鬥。口頭禪是。害怕昆蟲，總是隨身攜帶著防蟲噴霧。對梅德爾有好感，並受其影響而於第41話決戰後考取了業餘無線電的職照，同時決定回到一般學校就讀。
姓氏取自急行戶隱、名字取自SL大樹。
中洲山笠（配音員：島袋美由利（日本）；袁淑珍（香港）；楊詩穎（台灣））
福岡縣福岡市出身的小學6年級生，「新幹線戰士Z 800燕子號」的駕駛員，生日為2009年7月15日。（取自JR九州燕號特急再啟用日1992年7月15日）。博多名產沖獨活製造工廠的繼承人，同時也是一位鷹匠。總是理性地思考，並不相信非科學的事物，以九州的鐵道為傲。口頭禪是「實在令人很不舒服」。
後傳小說《復活的灰簾》第3話開始成為「新幹線戰士Z N700S海鷗號」的駕駛員。
姓氏取自中洲川端站，名字取自由西日本鐵道營運的巴士路線山笠號。
安城長良（配音員：東山奈央（日本）；凌晞（香港）；楊詩穎（台灣））
愛知縣名古屋市出身的小學4年級生，「新幹線戰士Z N700S希望號」的駕駛員，島風的弟弟，生日為2012年3月16日（取自夜行快速月光長良開始營運之日期1996年3月16日），合適率為92.3%，最高紀錄為第12話時的95%。全接觸空手道的道場生，個性瀟灑、總是充滿活力。口頭禪是「○○，簡直棒到一個不行！」。
姓氏取自安城站，名字取自夜行快速月光長良。
安城島風（配音員：內田雄馬 （日本）；李致林、陳琴雲（幼年）（香港）；胡鎮璽、高嘉鎂（幼年）（台灣））
愛知縣名古屋市出身的小學6年級生，「新幹線戰士Z 黃醫生號」的駕駛員，長良的哥哥，生日為2010年3月21日（取自特急島風開始營運之日期2013年3月21日），合適率為91.5%，最高紀錄為第30話時突破96%。傳統派空手道的道場生，具有視野廣闊、溫和的性格。原先與長良一同為「新幹線戰士Z N700S希望號」的候補駕駛員之一，但後來決定將駕駛員的職位讓給長良，自己則從旁協助。第22話時在龍司的要求下正式成為「新幹線戰士Z 黃醫生號」的駕駛員。
名字取自近鐵特急島風。
嵐山銀河（配音員：蒼井翔太（日本）；黃昕瑜（香港）；張乃文（台灣））
京都府京都市出身的小學5年級生，「新幹線戰士Z 500回聲號」的駕駛員，生日為2010年9月11日（取自WEST EXPRESS 銀河開始營運之日期2020年9月11日）。演藝經紀公司所屬的偶像培訓生，想將自己的光芒傳給眾人，喜歡車站的發車音樂。
姓氏取自嵐山站，名字取自夜行列車WEST EXPRESS 銀河。
月野梅德爾（配音員：雪野五月（日本）；張頌欣（香港）；連思宇（台灣））
北海道長萬部町出身的小學5年級生，「新幹線戰士Z H5隼號」的駕駛員，生日為2010年9月9日。興趣是業餘無線電，在家中設有業餘無線電基地台，每天收聽各種無線電。個性害羞，不善於與人交談。 很期待北海道新幹線在長萬部町的開通。
於動畫中登場的一年前無意中收聽到蒼玉向外太空發送的無線電訊號，從而得知超進化研究所以及新幹線戰士的存在，並對其產生興趣。某日依蒼玉的情報前往疑似為超進化研究所的根據地之一的新函館北斗站（即北海道支部），並遇見前來視察的出水總司令，後被出水招募成為「新幹線戰士Z H5隼號」的駕駛員。
角色原型來自銀河鐵道999角色梅德爾。

### 新幹線超進化研究所人員（第二部）

#### 橫川支部
《新幹線戰士Z》中新增的超進化研究所支部。其大部分成員在第八話起改隸於大宮支部。
十河西條（配音員：後藤光祐（日本）；陳永信（香港）；張至超（台灣））
超進化研究所橫川支部的指令長，個性膽小且易慌張，但無論如何都不會生氣，對決定巨大怪物體代號的方式十分講究。於信越本線橫川區間尚未廢線時曾擔任橫川站之站長，現亦擔任碓冰峠鐵道文化村內觀光齒軌列車「シェルパ君」之駕駛職務。姓氏取自被譽為「新幹線之父」的日本國有鐵道第四任總裁十河信二、名字取自西條站。
島五一（配音員：藤原貴弘（日本）；葉振聲（香港）；賴緯（台灣））
超進化研究所橫川支部的維修長，受人愛戴的資深維修工，與阿布特認識已久，被䁥稱為，曾為床次於鐵道綜合技術研究所的部下，且為少數知道床次真實身分之人。姓氏取自新幹線計劃總工程師島秀雄、名字取自日本國鐵D51型蒸汽機車的愛稱「デゴイチ」。
吾孫子霞（配音員：千本木彩花（日本）；林元春（香港）；高嘉鎂（台灣））
超進化研究所橫川支部的指導員，個性認真，但有著不為人知的興趣。私下是一名追星族，尤其為辻本達規的粉絲。姓氏取自十河信二在位時的國鐵副總裁吾孫子豐、名字取自香住站。
大石御崎（配音員：森谷里美（日本）；羅孔柔（香港）；呂筱薇（台灣））
超進化研究所橫川支部的通訊員，同時亦擔任碓冰峠鐵道文化村入口管理員的職務。姓氏取自與十河信二以及島秀雄並稱為「新幹線三羽烏」的新幹線總局長大石重成、名字取自御崎站。
細川熱田（配音員：岡林史泰（日本）；李錦綸（香港）；張至超（台灣））
超進化研究所橫川支部的維修員。於明星明野的身份揭露前對其有好感。姓氏取自鐵道省工作局長細川泉一郎、名字取自熱田站。

#### 伊予西條支部
同為《新幹線戰士Z》中新增的超進化研究所支部，於第25話初次登場。因位處於新幹線沒有通過的四國地區而未配屬任何新幹線戰士機體，因此又被稱為「沒有新幹線戰士的支部」。該支部各職員之形象為對刑事劇西部警察以及向太陽怒吼！之致敬。
瀨戶日之出（配音員：山口隆（日本）；梁志達（香港）；（台灣））
超進化研究所伊予西條支部的指令長。姓氏取自臥舖列車Sunrise瀨戶、名字取自修學旅行集約輸送臨時列車「日之出」。

### 鐵傲帝
《新幹線戰士Z》中登場的敵方組織。與基度拉爾撒斯同為早於人類出現之前就生活於地球上的高度文明種族，遠古時代其族人為了對抗突然出現的怪物「荒吐」而利用數顆「楔石」將之封印，卻由於楔石對地表氣候造成的劇烈變動而最終放棄地球並全族遷移至鄰近的衛星「由古斯琵亞」。
族人以身上具有發光紋路為特徵，並依紋路顏色區分階級。部分族人於身上特定部位藏有鐵傲帝條碼。
第41話決戰後除撒共外全體族人在白虎和朱雀的協助下遷移至其他星球。
族名取自特奧蒂瓦坎文明，成員名字取自世界各地的神話人物。
綿津見（配音員：櫻井透（日本）；麥皓豐（香港）；胡鎮璽（台灣））
鐵傲帝的一員，身體紋路為藍色，條碼位於右手掌心。性格高傲且沉默寡言，喜好戰鬥。
第7話以巨大怪物體化之姿態入侵超進化研究所橫川支部，被E5山手號以及大蔥不倒翁（刑部）聯手擊敗後離去。第20話再度入侵大宮支部時被覺醒後的E5山手號以山手線車站聖劍擊敗而石化，其遺骸被其餘族人保存於上野楔石附近的地底空間內，第37話被凡爾托姆以王之力再度化為巨大化姿態，但僅為無意識之傀儡，之後便被闇黑新幹線戰士絕對形態再次消滅。
名字取自日本神話人物綿津見。
凡爾托姆（配音員：松風雅也（日本）；李安邦（香港）；張至超（台灣））
鐵傲帝的一員，身體紋路為黃色，條碼位於額頭。話很多，總是目中無人的說話。即使自知無法控制荒吐的力量仍堅決將其復活，表面上是為了藉由荒吐的力量消滅地球上的人類，實際上真正的目的卻是利用荒吐造成動亂並趁機奪取鐵傲帝的王位。
第27話以巨大怪物體化的姿態破壞位於關原的楔石後被E5山手號與黃博士擊敗，右臂也被斬斷而呈現部分石化的狀態。第29話行刺鐵傲帝國王並奪取其「王之力」後變異成形似爬蟲類的形態，同時獲得召喚並指揮迪亞波魯的能力。第32話感知到瓦爾多散發的強烈意志，因而使用王之力將其修復並控制，但在其經H5北斗號的幫助而擺脫控制後感到困惑並撤退。第34話介入E5與闇黑新幹線戰士之決鬥，強行注入大量托列蘭提亞予阿布特使其暴走並將E5擊出競技場。第38話將多隻迪亞波魯以繭的形式安置於僅剩的5座楔石附近，並趁新幹線戰士Z全員前往對決神凪、守備空缺的時機將5座楔石同時破壞，成功使荒吐復活。下一話試圖控制神凪並將其與荒吐融合，卻被神凪反利用其釋出的托列蘭提亞將存有王之力的寶石拔除，因此失去王之力並恢復原貌。第40話遭完全復活的荒吐吞噬，消失於其體內的熔岩中，最終隨著荒吐的消滅而一同死去。
名字取自克蘇魯神話人物烏素姆。
神凪（配音員：阿座上洋平 （日本）；胡家豪（香港）；賴緯（台灣））
鐵傲帝的王位繼承者，身體紋路為紫色，條碼位於雙眼。認定阿布特為能為鐵傲帝的未來帶來希望的救世主，於阿布特登上並啟動闇黑新幹線後命令其駕駛闇黑新幹線戰士並擊敗其餘新幹線戰士，並數度於其動搖時慫恿其繼續戰鬥，最終促成其覺醒。第36話於闇黑新幹線戰士遭擊敗、阿布特被超進化研究所奪回之際發覺自己仰賴闇黑新幹線戰士進行戰鬥的決定是錯誤的，並打算親自上陣對付新幹線戰士，但被撒共阻止。第38話仍成功返回地表並不顧阿斯特尼亞的反對使用禁忌的條碼「敗者必滅」親自化為巨大化姿態，卻於對上新幹線戰士時被侵入捕獲力場的流體狀態荒吐從後方襲擊並帶至地底。下一話將王之力自凡爾托姆奪回並藉此脫離荒吐，前往與阿布特對峙。於被擊敗後因「敗者必滅」的作用而失控暴走。第40話由巴夫拉穆、卡瑪洛斯以及阿布特合力將條碼消除後恢復理智，認為自己領導鐵傲帝失職並要求巴夫拉穆將其處決，但最終被後者寬恕沒有處決。第41話帶領全體鐵傲帝族的戰士們支援對抗荒吐作戰的第一階段。於荒吐被消滅後放棄使族人回歸地表居住的想法，選擇移居外星。
名字取自坦米爾族傳說人物卡納基以及日文「巫」的另一種讀法かんなぎ。
明星明野/阿斯特尼亞（配音員：井上麻里奈（日本）；劉惠雲（香港）；連思宇（台灣））
第1話中於橫川地區一處知名釜飯屋內與新多姐弟偶然相遇的神秘女性，職業為攝影師。曾試圖近距離拍攝巨大怪物體「大蔥不倒翁」，後在抵達現場的新幹線戰士Z E5隼號的保護下離開。之後亦不時於全國各地的不同場合中與主角們不期而遇。
真實身份為鐵傲帝的一員、神凪的雙胞胎姐姐「阿斯特尼亞」，身體紋路為粉紅色，條碼位於右手指尖。於鐵傲帝形態時總是佩戴著面具掩蓋自己的外貌，僅於第20話中對阿布特摘下面具並因此被後者認出。第30話於戰鬥尾聲時介入並將阿布特帶離戰場，同時向超進化研究所正式揭露自己之身分。下一話唆使鮎引其進入大宮支部，卻反中計而被大宮支部各職員圍困於地下試驗場中，之後仍成功逃離。第38、39話試圖阻止神凪使用「敗者必滅」條碼未果並向阿布特求助。
人類姓氏取自臥舖特急明星、名字取自明野站、鐵傲帝名字則取自希臘神話人物阿斯特賴亞。
碓冰床次/撒共（配音員：田邊幸輔（日本）；陳卓智（香港）；余孟珂（台灣））
阿布特的父親，新幹線戰士Z以及Z火車的原設計者，多年前失蹤後一直於阿布特的夢境中出現。
真實身分為鐵傲帝的一員，身體紋路為白色。於15年前被派遣前來地球偵查，卻因著陸失敗而負傷，後被白雪發現並帶回治療，從而感受到人類的善良面。之後在白雪的介紹下結識時於碓冰峠鐵道文化村任職的島，為了修復墜毀的太空船而向其學習鐵道維修相關的知識與技術，卻因而逐漸喜歡上鐵道，更於島的引介下進入超進化研究所任職。期間曾一度參與新幹線戰士的初期設計，成為唯一知曉麒麟以及研究所實際內幕之職員，但不認同麒麟以武力逼迫人類與異族共存的思想，認為必定有其他方法能令三族和平共存，因此於第一號敵人出現、新幹線戰士的開發正式實行後即退出該計劃並與島一同轉職至鐵道綜合技術研究所。當見證了新幹線戰士與麒麟的決戰後決定重回超進化研究所，聯同島以及鐵道文化村各職員創立橫川支部，在該處進行新幹線戰士的改良。然而該目標尚未實現便被阿斯特尼亞發覺並被迫回到由古斯琵亞，以其學到關於新幹線戰士之技術為鐵傲帝建造「闇黑新幹線戰士」，但暗中仍持續將自己的設計以及關於Z碼的情報以心靈感應形式託付給身為人類與鐵傲帝混血的兒子阿布特，希望阿布特能代替自己完成該使命。第19話與阿布特重聚並得知其已成為闇黑新幹線戰士的駕駛員後試圖對其警告神凪的危險性，但被阿斯特尼亞介入，聲音也遭後者奪去，自此無法言語。第32話恢復言語能力後將剩餘情報告訴剎羅並派其前往超進化研究所。第35話請求巴夫拉穆等鐵傲帝戰士們將遭擊入太空中的E5帶回，並動用由古斯琵亞的民用能源替失去動力之E5以及智能寶充電。第36話指導駕駛員們前往由古斯琵亞的主要動力源並抽取其中能量以提供Z火車E235山手線所需之電力，該話結尾為了阻止神凪而犧牲自己引爆鐵傲帝王宮，使其脫離由古斯琵亞主體並漂向宇宙深處，將自己以及神凪與阿斯特尼亞困於其中。之後兩人仍先後逃脫並回到地表，留下自己獨自被囚禁於逐漸崩塌的王宮中。第40話於王宮完全崩解的前一刻被阿布特及時救出，並告知其能夠擊敗荒吐的最後手段。第41話回到由古斯琵亞並協助將荒吐拖離地表。決戰後與家人團聚，成為唯一決定留在地球的鐵傲帝族人。
人類名字取自鐵道大臣床次竹二郎、鐵傲帝名字取自神祕學魔神撒共以及澳洲鐵路長途列車大汗號之日文名稱「ザ・ガン」。
剎羅（配音員：久保百合花（日本）；廖欣怡（香港）；楊詩穎（台灣））
居住在由古斯琵亞的鐵傲帝幼童，身體紋路為平民階級的草綠色。害羞但本性純樸，對地球的事物很有興趣。
第29話中因目擊凡爾托姆弒王的過程而遭到狹持，後被蒼玉救出並依其指示前往超進化研究所大宮支部，之後由大宮支部暫時收留，但下一話中隨即被阿斯特尼亞用計帶出。第32話受床次之託而獨自再度前往大宮支部並告知眾人Z火車261北斗號之Z碼的所在地。喜歡鐵路便當，甚至於第34話眾人即將前往由古斯琵亞時要求載運大量鐵路便當同行以予族人們享用。
名字取自佛教護法神羅剎的日文讀音「らせつ」之重組。
鐵傲帝國王（配音員：江川央生（日本）；林國雄（香港）；余孟珂（台灣））
鐵傲帝的統治者，神凪與阿斯特尼亞的父親，身體紋路為淡紫色。其身體處於癱瘓的狀態無法行動，因而將國事交由神凪治理，自己退居幕後休養。第29話開頭遭凡爾托姆刺殺並石化。
巴夫拉穆（配音員：星祐樹（日本）；陳耀楠（香港）；（台灣））
鐵傲帝的一員，由古斯琵亞的守衛戰士之一，外表長相為男青年，身體紋路為戰士階級的桃紅色。於旁觀E5與闇黑新幹線戰士之決鬥時注意到「救世主」阿布特覺醒後的異狀，並決定支持人類駕駛員們將其奪回。
名字取自波斯神話人物烏魯斯拉格納之別名。
卡瑪洛斯（配音員：田島章寛（日本）；張錦江（香港）；（台灣））
鐵傲帝的一員，由古斯琵亞的守衛戰士之一，外表長相為身材巨大而肥壯的男性，身體紋路為戰士階級的桃紅色。起初對來到由古斯琵亞的人類駕駛員們懷有敵意，但於吃了剎羅帶來的鐵路便當後態度軟化，並最終轉而決定支持人類駕駛員們將阿布特奪回。
名字取自凱爾特神話人物卡姆洛斯。

### 其他（第二部）

#### 新多家
新多鮎（配音員：高尾奏音（日本）；葉曉欣（香港）；高嘉鎂（台灣））
進的姊姊，中學1年級生，夢想成為記者。為廣播節目主持人妙老爹鬼塚的粉絲。名字取自赤湯站的電報碼「アユ」。
新多希望（配音員：花輪英司（日本）；蘇強文（香港）；張至超（台灣））
進與鮎的父親。名字取自修學旅行集約輸送臨時列車「希望」。
新多朱鷺（配音員：石松千惠美（日本）；鄭麗麗（香港）；呂筱薇（台灣））
進與鮎的母親。名字取自新幹線朱鷺。

#### 碓冰家
碓冰白雪（配音員：藤村知可（日本）；曾秀清（香港）；呂筱薇（台灣））
阿布特的母親，島的大學學妹，與島同為唯二知道床次真實身分之人。名字取自特急白雪。

#### 大曲家
大曲種火（配音員：木村雅史（日本）；雷霆（香港）；賴緯（台灣））
花火的父親。
大曲燈（配音員：高橋夏生（日本）；陸惠玲（香港）；連思宇（台灣））
花火的母親。

#### 戶隱家
戶隱切株（配音員：城岡祐介（日本）；張錦江（香港）；胡震璽（台灣））
大樹的父親。
戶隱梢（配音員：元吉有希子（日本）；謝潔貞（香港）；張乃文（台灣））
大樹的母親。
戶隱鉞（配音員：宮澤正（日本）；朱子聰（香港）；張至超（台灣））
大樹的祖父。

#### 中洲家
中洲冬打鼓（配音員：藤翔平（日本）；鄧志堅（香港）；張至超（台灣））
山笠的父親。名字取自由西日本鐵道營運的巴士路線どんたく号。
中洲北條（配音員：古賀晶子（日本）；魏惠娥（香港）；高嘉鎂（台灣））
山笠的母親。名字取自北條鐵道。

#### 安城家
安城信濃（配音員：井上剛（日本）；蕭徽勇（香港）；（台灣））
長良與島風的父親。名字取自特急信濃。

#### 嵐山家
嵐山朝日（配音員：不明（日本）；黃積權（香港）；（台灣））
銀河的父親。名字取自已廢止新幹線朝日。
嵐山閃耀（配音員：不明（日本）；張頌欣（香港）；（台灣））
銀河的母親。名字取自已廢止JR西日本特急閃耀。

#### 動物
刑部
棲息於橫川附近山區的一隻化狸，能短暫變化為其他形體，但不具有言語能力。第2話時被綿津見利用而化為巨大怪物體「多多蔥不倒翁」，因此對鐵傲帝成員產生憎意。第7話時以綿津見的形貌出現於凡爾托姆面前並將其抓傷，隨後逃到鐵道文化村中，被細川發現並帶回橫川支部內，後被進命名為「刑部」。稍後於綿津見入侵橫川支部時自體再度化形為巨大怪物體不倒翁並於Z E5處於劣勢時現身突襲綿津見，給予Z E5機會反擊。該話結尾暗示已回歸山林。
名字取自民間傳說中的化狸隱神刑部，亦可解讀為西日本旅客鐵道的刑部站。

山笠擔任鷹匠時的搭檔蒼鷹。名字取自英國的鐵路橋皇家阿爾伯特橋。

#### 結晶化倖存者
後傳小說《山手危機》中於東京都遭紅簾封鎖期間未被結晶化且由隼人與青龍成功救出的數十名一般市民，全員的合適率皆達75%以上。
原
第一個被找到的倖存者，喜好鐵道模型的年輕男性。
竹内
東京站的女性站務員。

## 《新幹線戰士 Change the World》登場人物

### 主要人物（第三部）
大成太晴（配音員：石橋陽彩、三浦千幸（幼年）（日本）；李凱傑、沈小蘭（幼年）（香港）；張立昂、高嘉鎂（幼年）（台灣））
第三部主角。埼玉縣出身的中學2年級生，「新幹線戰士 E5隼號」的駕駛員，生日為年10月14日（取自鐵道博物館開館日2007年10月14日）。
個性認真、善良，但也很怕生、經不起勸誘。很尊敬自己的姊姊伊奈，並受她的影響對鐵道產生興趣，在元宇宙中建造理想的車站和鐵道路線。為了尋找有關伊奈失蹤的線索而轉學到大宮進開學園中學部。
姓氏取自鐵道博物館所在地大成町，名字同樣取自「大成」之變音。
福爾登・茜（配音員：小野賢章（日本）；李致林（香港）；賴緯（台灣））
東京都出身的中學2年級生，「新幹線戰士 E6小町號」的駕駛員，生日為7月20日。
有者法國籍父親及日本籍母親的混血兒。出生於運動員世家的他，原本身為田徑運動員而被寄予厚望，卻因傷退出了田徑界。個性冷靜自信。
名字取自新幹線E6系電聯車外觀上半部塗裝之名稱茜色。
九頭龍良太（配音員：土屋神葉、關根有咲（幼年）（日本）；曹啟謙、黃鳳英（幼年）（香港）；賈文安、江欣怡（幼年）（台灣））
福井縣出身的中學2年級生，「新幹線戰士 E7光輝號」的駕駛員，生日為5月21日。
大宮進開學園鐵道社的副社長。雖然個性頑皮但很貼心，很快就和剛轉入的太晴成為了朋友。幼時曾被新幹線戰士拯救過，因此對新幹線戰士懷有敬佩之情。
姓氏取自越美北線之愛稱「九頭龍線」以及北陸新幹線新九頭龍橋。
青梅舞（配音員：本渡楓（日本）；凌晞（香港）；張乃文（台灣））
埼玉縣出身的中學2年級生，生日為5月20日。
良太的的青梅竹馬，為人踏實，擔任大宮進開學園鐵道社的社長。仰慕身為天才系統工程師的伊奈，立志成為工程師，並從旁協助太晴等人的訓練。超進化鐵道開發機構的候補駕駛員之一，然而目前其適性値仍不足以駕駛。
名字取自青梅線以及青梅鐵道公園。
魚虎天（配音員：藤原夏海（日本）；陸惠玲（香港）；張乃文（台灣））
愛知縣出身的中學1年級生，「新幹線戰士 N700S希望號」的駕駛員，生日為8月22日。
一位不遺餘力的天才，被譽為天才駕駛員，然而發生的某件事使他不再認真以融入他人。
五稜郭紫苑（配音員：田澤茉純、上村祐翔（虛擬化身）（日本）；黃昕瑜、鍾見麟（虛擬化身）（香港）；高嘉鎂、胡鎮璽（虛擬化身）（台灣））
北海道出身的中學1年級生，「新幹線戰士 H5隼號」的駕駛員，生日為7月30日。
個性溫和，話不多。其祖父經營古代武術的道場，因此精通所有武術。
於第9話初登場時，曾在元宇宙中以男性型態的虛擬化身出現。
姓氏取自五稜郭站。

### 超進化鐵道開發機構駕駛員
最上伽馬（配音員：石黒史剛（日本）；李鎮然（香港）；胡鎮璽（台灣））
埼玉縣出身的高中2年級生，「新幹線戰士 E8翼號」的駕駛員，生日為11月17日。
大宮進開學園高等部的學生會長。個性嚴肅，對自己和周圍的人都很嚴格。
姓氏取自最上站。
海風九十九（配音員：畠中祐（日本）；關令翹（香港）；張至超（台灣））
長崎縣伊王島出身的中學2年級生，「新幹線戰士 N700S海鷗號」的駕駛員，生日為9月19日。
個性開朗，深愛著分隔而居的弟妹。興趣是參觀家鄉長崎的工業遺產並拍照。
名字取自急行九十九島。
西大路大和（配音員：浦和希（日本）；黃啟昌（香港）；賴緯（台灣））
奈良縣出身的高中1年級生，「新幹線戰士 500回聲號」的駕駛員，生日為10月29日。
京都進開學園的鐵道社社長。有著膽小怕事的一面，但也比任何人都更熱愛機器人。
姓氏取自西大路站、全名取自大和西大寺站。
梔子森戶（配音員：田村睦心（日本）；袁淑珍（香港）；呂筱薇（台灣））
愛知縣出身的中學2年級生，「新幹線戰士 黃醫生號」的駕駛員，生日為1月11日。
個性內向，以「Delta」的名義於元宇宙中建造鐵道，並因此與太晴結識。其雙親從事虛擬旅遊業，因而擅長將現實世界的觀光景點和車站等風景完整重現至元宇宙中。
名字取自森戶站，化名「Delta」取自三角線的日文別稱「デルタ線」。
工部零時（配音員：梶裕貴（日本）；梁偉德（香港）；張至超（台灣））
「冥王新幹線戰士」的駕駛員，向Unknown發號施令、對超鐵機懷有敵意的神秘男子。埼玉縣出身，生日為1月23日。
十年前曾與伊奈同為高輪的學生，並被後者招募進入超鐵機，接替其成為新幹線戰士0的第二代駕駛員，卻因一次訓練意外而陷入昏迷，隨後於住院期間失蹤，至今下落不明。
姓氏取自鐵道省的前身工部省。

### 超進化鐵道開發機構人員

#### 東日本本部
高輪門道（配音員：小林親弘（日本）；蘇強文（香港）；張至超（台灣））
大宮進開學園的日文老師、鐵道社的顧問。33歲，生日為6月7日。
同時亦於超鐵機任職，職位為司令室室長，負責指揮新幹線戰士駕駛員及指揮員們。對學生很友善體貼，被良太暱稱為「門哥」。
十數年前曾為「新幹線戰士0」的駕駛員，因長大後適性值降低而於零士接任後退出前線轉為後勤指揮。
姓名取自高輪Gateway站。
大成伊奈（配音員：喜多村英梨（日本）；詹健兒（香港）；張乃文（台灣））
太晴的姊姊，比太晴年長10歲，生日為12月6日。一位才華橫溢，被稱為天才的系統工程師。個性積極進取、不服輸，並有著堅定的信念。
曾以工程師的身分於超鐵機任職，然而不滿於該機構僅將麾下駕駛員們視為可隨時捨棄的消耗品，並認為其無法真正守護和平，因而於兩年前突然失踪，後成為「幻影新幹線戰士」駕駛員與超鐵機為敵。
被太晴擊敗後於第14話恢復超鐵機職務並被任命為開發室主任。
名字取自伊奈線。
津川阿賀野（配音員：村井雄治（日本）；黃啟昌（香港）；胡鎮璽（台灣））
於超鐵機負責開發新幹線戰士的研究員，生日為11月23日。
高輪的大學學弟，與伊奈約同時期入職，並於伊奈失蹤後繼承了她的研究成果，每天不斷持續研究。
姓氏取自津川站、名字取自快速阿賀野。
岩見澤空知（配音員：渡邊紘（日本）；關令翹（香港）；賴緯（台灣））
超鐵機東日本本部的通信員，生日為12月11日。
姓氏取自岩見澤站、名字取自急行空知。
落合三次（配音員：石井未紗（日本）；曾秀清（香港）；江欣怡（台灣））
超鐵機東日本本部的通信員，生日為9月7日。
姓氏取自備後落合站、名字取自三次站以及急行三次。
濱甲斐路（配音員：田中正彥（日本）；陳永信（香港）；胡鎮璽（台灣））
超鐵機東日本本部的本部長，生日為1月3日。
超鐵機的創始成員之一，原職位為司令室室長，於鍋島過世後接任成為本部長。為了達到目的而時常發表冷酷的言論。
姓名取自特急甲斐路以及臨時特急濱甲斐路。
川越丹吾（配音員：齊藤次郎（日本）；潘文柏（香港）；胡鎮璽（台灣））
超鐵機的維修長，生日為10月11日。
姓氏取自川越站、名字取自京都丹後鐵道。
鍋島筑後（配音員：三木眞一郎（日本）；招世亮（香港）；賈文安（台灣））
超鐵機的創辦人兼東日本本部前任本部長，最初開發新幹線戰士的天才工程師，同時亦為進開學園的首任校長。生日為10月5日。於十年前最後一次Unknown襲擊時遭倒塌建築物波及而死。
姓氏取自鍋島站、名字取自急行筑後。
雛子（配音員：三木眞一郎（日本）；雷霆（香港）；賈文安（台灣））
鍋島的祕書AI。
名字取自煤水車之英文「Tender」。

#### 東海本部
金城濱名（配音員：高野憲太朗（日本）；雷霆（香港）；胡鎮璽（台灣））
超鐵機東海本部的司令室室長。高輪的大學學長。
姓氏取自金城埠頭站，名字取自準急濱名。
安井長勝（配音員：山田親之條（日本）；李鎮然（香港）；賈文安（台灣））
超鐵機東海本部的通信員。

#### 北海道本部
當麻日高（配音員：勝杏里（日本）；李鎮然（香港）；賴緯（台灣））
超鐵機北海道本部的司令室室長。
姓氏取自當麻站，名字取自日高本線。
長沼星見（配音員：粕谷大介（日本）；黃積權（香港）；張至超（台灣））
超鐵機北海道本部的通信員。
姓氏取自北長沼站，名字取自星見站。

#### 九州本部
中谷引野（配音員：古川玲（日本）；陸惠玲（香港）、高嘉鎂（台灣））
超鐵機九州本部的司令室室長。
姓名取自西日本鐵道巴士路線中谷號與引野號。
香月里佳（配音員：厚地彩花（日本）；黃昕瑜（香港）；張乃文（台灣））
超鐵機九州本部的通信員。
姓氏取自香月線。
足立由佳（配音員：森風子（日本）；張頌欣（香港）；呂筱薇（台灣））
超鐵機九州本部的通信員。

#### 京都本部
烏丸右京（配音員：坂出雅樹（日本）；陳卓智（香港））
超鐵機西日本本部的司令室室長。
姓名取自烏丸站。
四條鞍馬（配音員：朝比奈拓見（日本）；李鎮然（香港））
超鐵機西日本本部的通信員。
姓氏取自四條站，名字取自鞍馬站。

### 家族（第三部）

#### 大成家
大成上尾（配音員：荻野晴朗（日本）；雷霆（香港）；胡鎮璽（台灣））
太晴與伊奈的父親。名字取自上尾站。
大成操（配音員：松下木聖（日本）；劉惠雲（香港）；江欣怡（台灣））
太晴與伊奈的母親。
比娜（配音員：集貝花（日本）；林元春（香港）；高嘉鎂（台灣））
伊奈創造的導航AI，太晴的搭檔。與一般的導航AI不同，她具有豐富的情感表達，甚至可以在未經許可的情況下擅自透過智慧型手機交談。
名字為取自「導航」字首之異序詞。

#### 九頭龍家
九頭龍武生（配音員：中博史（日本）；葉振聲（香港））
良太的祖父，曾為北陸隧道的挖掘工程人員，已故。
名字取自武生站。

#### 福爾登家
福爾登・旭（配音員：佐藤悠雅（日本）；梁偉德（香港）；張至超（台灣））
茜的哥哥，備受矚目的現役田徑選手。
名字取自已廢止新幹線朝日。
茜的父親（配音員：小野寺悠貴（日本）；葉振聲（香港）；胡鎮璽（台灣））
茜與旭的父親，法國籍奧運田徑比賽得獎者。
茜的母親（配音員：くわばらあきら（日本）；曾秀清（香港）；張乃文（台灣））
茜與旭的母親，日本籍奧運田徑比賽得獎者。

#### 五稜郭家
紫苑的祖父（配音員：田久保修平（日本）；招世亮（香港）；張至超（台灣））
於第9話以畫外音初登場。
紫苑的祖母（配音員：丸山ナオミ（日本）；雷碧娜（香港）；江欣怡（台灣））
於第10話以畫外音初登場。

#### 海風家
海風凱（配音員：漆山ゆうき（日本）；雷碧娜（香港）；呂筱薇（台灣））
九十九的弟弟。
海風鈴（配音員：桑原由氣（日本）；魏惠娥（香港）；江欣怡（台灣））
九十九的妹妹。

### 進開學園
北條老師（配音員：弘松芹香（日本）；沈小蘭（香港）；高嘉鎂（台灣））
大宮進開學園的歷史老師。
姓氏取自北條站。
寬、馬薩（配音員：松本沙羅、新藤みなみ（日本）；沈小蘭、袁淑珍（香港）；高嘉鎂、江欣怡（台灣））
名古屋進開學園1年級生，天的朋友及小學同學，於第7、8話登場。
冰室由紀（配音員：佐藤美由希（日本）；魏惠娥（香港）；江欣怡（台灣））
紫苑的同學，於第9、10話登場。
漁理央（配音員：川口櫻（日本）；張頌欣（香港）；呂筱薇（台灣））
大宮進開學園學生會的副會長，伽馬的女友。
岩手翔（配音員：鈴木裕斗（日本）；陳灝瑋→關令翹（香港）；賈文安（台灣））
大宮進開學園田徑社的社長。
漁老師（配音員：田中奏多（日本）；陸惠玲（香港）；高嘉鎂（台灣））
大宮進開學園的理科老師，理央的姊姊。
宗太、早苗、志帆（配音員：夏谷美希、木花藍、茉宮綾香（日本）；雷碧娜、魏惠娥、黃昕瑜（香港））
大宮進開學園田徑社的社員。
兵庫田、娜山（配音員：吉野貴大、河西健吾（日本）；梁偉德、關令翹（香港））
京都進開學園鐵道社的社員，兩人同時亦為超鐵機的候補維修員。

### 其他（第三部）
阿井（配音員：白石涼子（日本）；黃鳳英（香港）；呂筱薇（台灣））
磁浮、鐵道館的宣傳AI。
站長、北斗星（配音員：不明、田澤茉純（日本）；梁偉德、魏惠娥（香港））
太晴與森戶在元宇宙中結識的朋友，於第19、23話登場。
園長（配音員：岡田恵（日本）；沈小蘭（香港））
十年前零時、徹和葵居住的兒童之家的園長，於第23、26話登場。
徹、葵（配音員：春日櫻、山本悠有希（日本）；張頌欣、成瑤孆（香港））
十年前與零時一同居住在兒童之家的一對姊弟，於第26話登場。

## 跨界作品人物

### VOCALOID家族
鏡音 鈴、連、巡音 流歌、MEIKO、KAITO等虛擬歌手角色於發音未來的初登場集數——第15話的函館市景畫面中以路人身分客串。鏡音鈴與連另於第52話中客串，接受大沼司令於車站內發放的食物。

### 《新世紀福音戰士》登場人物
隼人於第31話與劇場版兩度穿越到另一個世界時遇到的人物。角色原形均來自《新世紀福音戰士》同名角色，聲優亦與原作相同。而在第一部第31話登場的客串角色中，除了美里以外亦皆於劇場版中再度登場。而在第二部第21話中除了碇真嗣、綾波零與惣流·明日香·蘭格雷繼第一部之後再次登場，碇真嗣的父親碇源堂亦有登場。
洞木回聲（配音員：岩男潤子（日本）；林元春（香港）；高嘉鎂（第一部）、魏晶琦（劇場版）（台灣））
洞木光（配音員：岩男潤子（日本）；黃昕瑜（香港）；穆宣名（第一部）、傅其慧（劇場版）（台灣））
洞木希望（配音員：岩男潤子（日本）；葉曉欣（香港）；呂筱薇（第一部）、穆宣名（劇場版）（台灣））
第一部第31話初次登場，熱愛鐵道的三姐妹，名字分別取自新幹線回聲、光與希望號列車。
其中光為《新世紀福音戰士》原作角色，回聲與希望則為2015年JR西日本與福音戰士合作時創造的角色。
碇真嗣（配音員：緒方惠美（日本）；鍾見麟（TVB）、林筠翔（公映版本）（香港）；穆宣名（第一部）、林筱玲（劇場版）、楊詩穎（第二部）（台灣））
第一部第31話初次登場，「新幹線戰士500 TYPE EVA」駕駛員，14歲，與原作相比性格更加樂觀、開朗。
第二部第21話再次登場，接續成為500 TYPE EVA之後繼機「新幹線戰士Z 500 TYPE EVA」的駕駛員。
綾波零（配音員：林原惠（日本）；曾秀清（TVB）、李蔓宜（公映版）（香港）；呂筱薇（第一部）、陶敏嫻（劇場版）、連思宇（第二部）（台灣））
惣流·明日香·蘭格雷（配音員：宮村優子（日本）；詹健兒（TVB）、王慧珠（公映版）（香港）；高嘉鎂（第一部、第二部）、林筱玲（劇場版）（台灣））
第一部第31話初次登場，兩人暗中關注着第三新東京市內的隼人。
第二部第21話再次登場，兩人現身於名古屋站內尋找Z火車μ SKY TYPE EVA的Z碼。
葛城美里（配音員：三石琴乃（日本）；黃玉娟（香港）；高嘉鎂（台灣））
僅於第一部第31話登場。在真嗣所在的平行世界中為超進化研究所京都分部的通訊員。
碇源堂（配音員：立木文彥（日本）；招世亮（香港）；張至超（台灣））
僅於第二部第21話登場。進、花火與大樹於尋找傳說中的如月車站途中在月台上遇見的古怪男性，被進認為是來自異世界之人。真實身分為碇真嗣的父親。與進等人相遇後來到新幹線戰士的世界並協助指揮對抗鬼EVA的作戰，甚至一度自本庄手中接下京都支部司令之職位。

## 腳註
1. ↑  該集中畫面僅顯示至99.68%，但由通訊員所述判明已達成100%
2. ↑  這裡的本能應該是暗指其原型初音未來的虛擬歌手形象
3. ↑  台灣版第一部第38話譯為「三条 美野里」。
4. ↑  平民為草綠、戰士（綿津見除外，但包括覺醒後的阿布特）為桃紅、統治者為紫，而其餘較高階族人則有各自之不同顏色。